# 5309 MacPherson
5309 MacPherson eller 1981 ED25 är en asteroid i huvudbältet som upptäcktes den 2 mars 1981 av den amerikanska astronomen Schelte J. Bus vid Siding Spring-observatoriet. Den är uppkallad efter Glenn J. MacPherson.